# Stylurus tongrenensis
Stylurus tongrenensis är en trollsländeart som beskrevs av Liu 1991. Stylurus tongrenensis ingår i släktet Stylurus och familjen flodtrollsländor. Inga underarter finns listade i Catalogue of Life.